# Neomyia pacifica
Neomyia pacifica är en tvåvingeart som först beskrevs av Zimin 1951.  Neomyia pacifica ingår i släktet Neomyia och familjen husflugor. Inga underarter finns listade i Catalogue of Life.